# Prinobius
Prinobius är ett släkte skalbaggar som omfattar två arter i familjen långhorningar. De blir 30–50 mm långa.

## Arter
- Prinobius myardi Mulsant, 1842
- Prinobius samai Drumont & Rejžek, 2008